# 別府市警察
別府市警察（べっぷしけいさつ）は、かつて存在した大分県別府市の自治体警察。

## 概要
従来の大分県警察部が解体され、1948年（昭和23年）3月7日に別府市警察署が設置された。
1954年（昭和29年）に新警察法が公布された。これにより国家地方警察と自治体警察が廃止され、新たに都道府県警察として大分県警察本部が発足。別府市警察も大分県警察に統合され、姿を消した。

## 主な事件
- 別府市警察署事件